# Andrija Mijailović
Andrija Mijailović (Kirin Serbia: Андрија Мијаиловић; sinh ngày 7 tháng 6 năm 1995) là một hậu vệ bóng đá Serbia, thi đấu cho Radnički Niš.

## Sự nghiệp câu lạc bộ
Mijailović là một thành viên của đội trẻ Sao Đỏ Beograd và Partizan. Anh ra mắt lần đầu trong mùa giải 2013–14, đáng chú ý là anh ra sân 17 lần tại Serbian First League cho Teleoptik. Sau khi rời khỏi câu lạc bộ, anh trải qua 6 tháng thi đấu với Srem Jakovo, trước khi anh gia nhập đội bóng Serbian SuperLiga OFK Beograd đầu năm 2016. Tiếp theo anh chuyển đến Kolubara, trải qua nửa đầu mùa giải 2016–17 mà không ra sân chính thức một trận nào. Đầu năm 2017, Mijailović gia nhập Bežanija.